# فرودگاه سیسیمیوت
فرودگاه سیسیمیوت (به انگلیسی: Sisimiut Airport) (به زبان بومی: Mittarfik Sisimiut) یک فرودگاه همگانی با کد یاتا JHS است که یک باند فرود آسفالت دارد و طول باند آن ۷۹۹ متر است. این فرودگاه در کشور گرینلند قرار دارد .